# کریستا تره
کریستا تره (فرانسوی: Christa Theret‎؛ زادهٔ ۲۵ ژوئن ۱۹۹۱) یک هنرپیشه اهل فرانسه است. 
از فیلم‌ها یا برنامه‌های تلویزیونی که وی در آنها نقش داشته است می‌توان به تبر، مردی که می‌خندد، رنوآر، خندیدن با صدای بلند و مارگریت اشاره کرد.